# Lunca Dochiei
Lunca Dochiei – wieś w Rumunii, w okręgu Bacău, w gminie Urechești. W 2011 roku liczyła 262 mieszkańców.